# イートン・フィールド・ゲーム
フィールド・ゲーム'（英: Field game）は、イートン・カレッジで考案され、プレーされているフットボールの2つのコードの1つである。もう1つはイートン・ウォール・ゲームである。この競技は幾つかの点でサッカーに似ている。ボールは丸く（標準的なサッカーボールよりも一回り小さい）、手で扱ってはいけない。しかし、オフサイドルール（「スニーキング」と呼ばれる）はラグビーとより一致している。また、それぞれ6または7人の選手によるスクラム（Burry）も存在する。ゴールはサッカーと同じように得点することができるが、ゴールキーパーは存在しない。しかし、イームは「ルージュ rouge」によってより多くの点を得る。ルージュを得るためには、選手は相手チームの選手の1人にボールが当って方向が変わるようにボールを蹴る、あるいはチャージダウン（相手が蹴ったボールを体でブロックすること）を達成しなければならず、次にボールがピッチの相手エンドの範囲を越えなければならない。そうすることで、ボールは「rougeable」となり、攻撃側の選手がボールに触れることで（グラウンドに触れている必要はない）ルージュが完了し5点が得られる。ルージュは、得点したチームが次に2点のコンバージョンを試みる点でトライと類似している。
この競技は事実上全てのイートンの少年がプレーする唯一の競技であり（少なくとも最初の3年間）、レント半期の間の競技カリキュラムにおいて最も重要な地位を占めている。

## 歴史
一部の情報源は、フィールド・ゲームのルールが早ければ1815年に書き留められたと主張しているものの、これはイートン校公文書保管人を含むその他の情報源によって否定されている。イートン校公文書保管人は、最初の規則は1847年に遡ると述べている。
イートン・フィールド・ゲームは、イングランドの新聞に試合記事が掲載された最初のフットボールの1つであった。ベルズ・ライフ・イン・ロンドン紙の1840年11月29日号は、1840年11月23日に行われた試合を特集した: 「"the 11" が "the 7" を、1 "gaol"（ゴール）、4 "ruges"（ルージュ）対1 "gaol"、1 "ruge" で打ち負かした」。
近代において、審判はインランドのパブリックスクールのフットボール競技、とりわけ1845年にイートンフットボールにおいて初めて提唱された。

## ポジション
フィールド・ゲームにおけるポジションは主に2つのグループ、「ブリー Bully」と「ビハインド "Behinds"」に分けられる。
ブリー
「ブリー」はラグビー競技におけるフォワードと最も適切に比較され、3人の「コーナー Corners」、2人の「サイドポスト Sideposts」、1人の「ポスト Post」、1人の「バップ Bup」と「フライ Fly」から成る。
ビハインド
「ビハインド」は2人の「ショート Shorts」と1人の「ロング Long」から成るグループである。ショートの仕事はブリーを越えてボールを蹴ること、味方選手がボールに走って、願わくはゴールあるいはルージュのいずれかを得ることができるようにすることである。相手チームのショートも同じことをしようと試み、そのため2チームのショート間でしばしばキック合戦が起こる。これは、オフサイド（スニーキング）を作り、キックを勝ち取る機会を与えるため、より壮健なベリーがいるチームに対して有利となりうる。ロングは原則的にゴールマウスに留まり、その仕事はショートを越えてきたボールを蹴り返すこと、あるいはゴールを守ることである。ゴールを防ぐために手を使うことができないんどえ、サッカーにおけるゴールキーパーととは異なる。

## 規則

### ペナルティ
反則が起こった時、試合を再開する2つの主な方法がある。1つはブリー（bully、スクラムに似ている）で、反則を犯していないチームが「ヘッド Heads」を持つ。もう一つの方法として、より重大な反則に対しては、キックが与えられる（サッカーにおけるフリーキックに似ている）。

### 得点
フィールドゲームには点を得る2つの主な方法、「ルージュ」またはゴールがある。
ゴール
ピッチの各端にはゴールがある。ゴールはサッカーゴールよりも小さいが、選手はボールの触れるために手を使ってはならない。選手がボールを相手ゴールに蹴り入れると、当該選手のチームは3点を得る。
Rougeables
ボールが守備選手から来て、ゴールラインを延長することで作られた（無限の）直線の後ろにボールが出た場合、ボールはrougeable（ルージュ可能）である。守備選手が蹴ったボールが攻撃選手に当たって跳ね返ってゴールラインを越えた時、そして攻撃選手がボールがラインを越えるように意図的に試みてていない場合（審判の判断による）、ボールはrougeableである。「接触」rougeableは、攻撃選手が守備選手との接触（肘より下の腕を使った時以外）している間に近距離から前述した直線の外にボールを出することによっても作られうる。
ボールがrougeableの時、両チームの選手は最初のボールに到達するために競い合う。
攻撃選手が最初にボールに到達したならば、攻撃チームが「ルージュ」を得る。ルージュは5点であり、コンバージョンも試みられる。
守備選手が最初のボールに到達したならば、攻撃チームは「点またはブリー」の選択権を得る。攻撃チームは1点を得るか、ピッチの相手側の端の近くでブリー（スクラムのような状態）を作るかのいずれかを選ぶことができる。攻撃チームがピッチの端までボールを運んだならば、「ブリー・ルージュ」（5点）を得て、前と同じようにコンバージョンを試みることがけいる。

### コンバージョン
コンバージョンでは、攻撃選手らはピッチの端でサイドからゴールに向かって側線（tramline）上をボールを移動させる。攻撃選手はボールを動かし続け、側線から外れないようにしなければならない。攻撃側をゴールを狙うか、ボールを守備選手に当ててルージュを狙うかのいずれかを試みる。
現在の形式のコンバージョンは2002年のルール変更によって導入された。それまではコンバージョンではなく「ラム ram」であった。ラムでは、攻撃側の4人の選手の縦列が「left up right up left up right up, one two three..」の音に合わせて足をあげて、次に「ラム」の叫びと共に、ゴールから2.5ヤードの位置に構える守備側のゴールポストスクラムに突撃して、ボールをラインを越えさせようと試みた。

## 推薦文献
- Campbell, Lachlan (2013). The Field Game. London: Essential Works. ISBN 1906615802